# Рамеев, Зуфар Зайниевич
Зуфар Зайниевич Рамеев (тат. Зөфәр Зәйни улы Рәмиев; род. 25 июня 1938, Уразлино, Камско-Устьинский район, Татарская АССР, РСФСР, СССР) — советский и российский учёный, литературовед, текстолог, краевед. Доктор филологических наук (2002). Лауреат Государственной премии Республики Татарстан в области науки и техники (2016). Заслуженный деятель науки Республики Татарстан (2009), заслуженный работник культуры Республики Татарстан (1998).

## Биография
Зуфар Зайниевич Рамеев родился 25 июня 1938 года в деревле Уразлино Камско-Устьинского района Татарской АССР. Из крестьян. Был одним из трёх сыновей в семье. Отец — Зайнулгабидин — был ремесленником и мастером на все руки, после начала Великой Отечественной войны ушёл на фронт, трижды ранен, скончался от ран в военном госпитале в 1945 году. Мать — Фахрелбанат — в одиночку растила детей и ухаживала за свекровью, работала в колхозе, занималась шитьём и умела играть на гармони, а также свободно могла читать и писать на арабице, латинице и кириллице. По словам Рамеева, именно матери он обязан дальнейшим выбором профессии.
Окончил начальную школу в родном селе, а среднюю — в соседнем селе Большие Кармалы. Уехав в Казань, пробовал поступить в педагогический институт, но не прошёл. В 1955 году поступил в техническое училище № 3, которое окончил в 1957 году, после чего работал фрезеровщиком на Казанском авиационном заводе. В 1958 году поступил на заочное отделение татарского языка и литературы историко-филологического факультета Казанского государственного университета имени В. И. Ульянова-Ленина. В том же году был призван на действительную службу в Советскую армию, служил в ракетных войсках на территории Украины, где пробыл 3 года и 2 месяца, до 1961 года, дольше положенного на полгода в связи с возведением Берлинской стены и последовавшим Карибским кризисом. Демобилизовавшись и вернувшись в Казань, продолжил учёбу, одновременно некоторое время снова трудился фрезеровщиком на авиазаводе, а в 1962 году уехал в Камско-Устьинский район, где работал в районной газете «Кызыл байрак», был учителем восьмилетней школы в родном Уразлино, затем — директором школы в селе Большие Буртасы.
Окончив университет, в 1967—1970 годах учился в аспирантуре Института языка, литературы и истории имени Г. Ибрагимова Казанского филиала Академии наук СССР (с 1997 года — Институт языка, литературы и искусства имени Г. Ибрагимова Академии наук Республики Татарстан), а затем поступил туда на работу. Последовательно был младшим (1970—1977) и старшим научным сотрудником сектора литературы (1977—1987), старшим (1987—2002) и ведущим научным сотрудником отдела рукописей и текстологии (2003—2014). Одновременно занимал посты руководителя текстологической группы (1976–2006), заведующего отделом рукописей и текстологии (1996–1997), заместителя директора Института по науке (2000–2004), заведующего отделом текстологии (2007—2012), главного научного сотрудника Центра письменного и музыкального наследия ИЯЛИ (2014–2018). С 2019 года является старшим научным сотрудником отдела литературоведения. В течение
ряда лет являлся членом учёного совета ИЯЛИ, членом совета по защите диссертаций и бессменным его учёным секретарем, также преподавал в Казанском университе.
В 1973 году получил учёную степень кандидата филоогических наук, защитив диссертацию «Поэзия Сибгата Хакима» в Казанском государственном педагогическом институте под научным руководством X. Ф. Хайруллина. В 2002 году получил степень доктора филологических наук, защитив диссертацию «Татарская литература: проблемы авторства, основного текста и хронологии» в Казанском университете. В научной работе специализируется на истории, текстологии, источниковедении и атрибуции татарской классической художественной литературы начала XX века. Является автором нескольких сотен работ, книг, монографий, статей о татарской литературе. Имеет учёное звание профессора.

## Научная работа
Начав с исследования творчества С. Хакима, труд о котором не утратил своей актуальности, Рамеев в дальнейшем перешёл к изучению поэзии Ш. Маннура, А. Давыдова, З. Башири, М. Укмаси, ряда других деятелей татарской литературы, сыграв большую роль в возвращении этих имён в читательский обиход. Как разработчик принципов составления многотомных и однотомных сочинений писателей, принял участие в текстологической подготовке изданий Г. Камала (1979—1981, 3 т.), М. Гафури (1980—1984, 4 т.), Ф. Амирхана (1984—1989, 4 т.), Н. Думави (1985), С. Сунчелея (2005), М. Джалиля (2006, 5 т), Г. Тукая (2006, 2 т.), Г. Сунгати (2007). После смерти своего учителя и коллеги Н. Юзеева, руководил текстологической подготовкой к печати академического полного собрания сочинений Г. Исхаки (1998–2014, 15 т.), был членом его редколлегии, одним из составителей и научным редактором, за что в 2016 году в составе коллектива был удостоен Государственной премии Республики Татарстан в области науки и техники. 

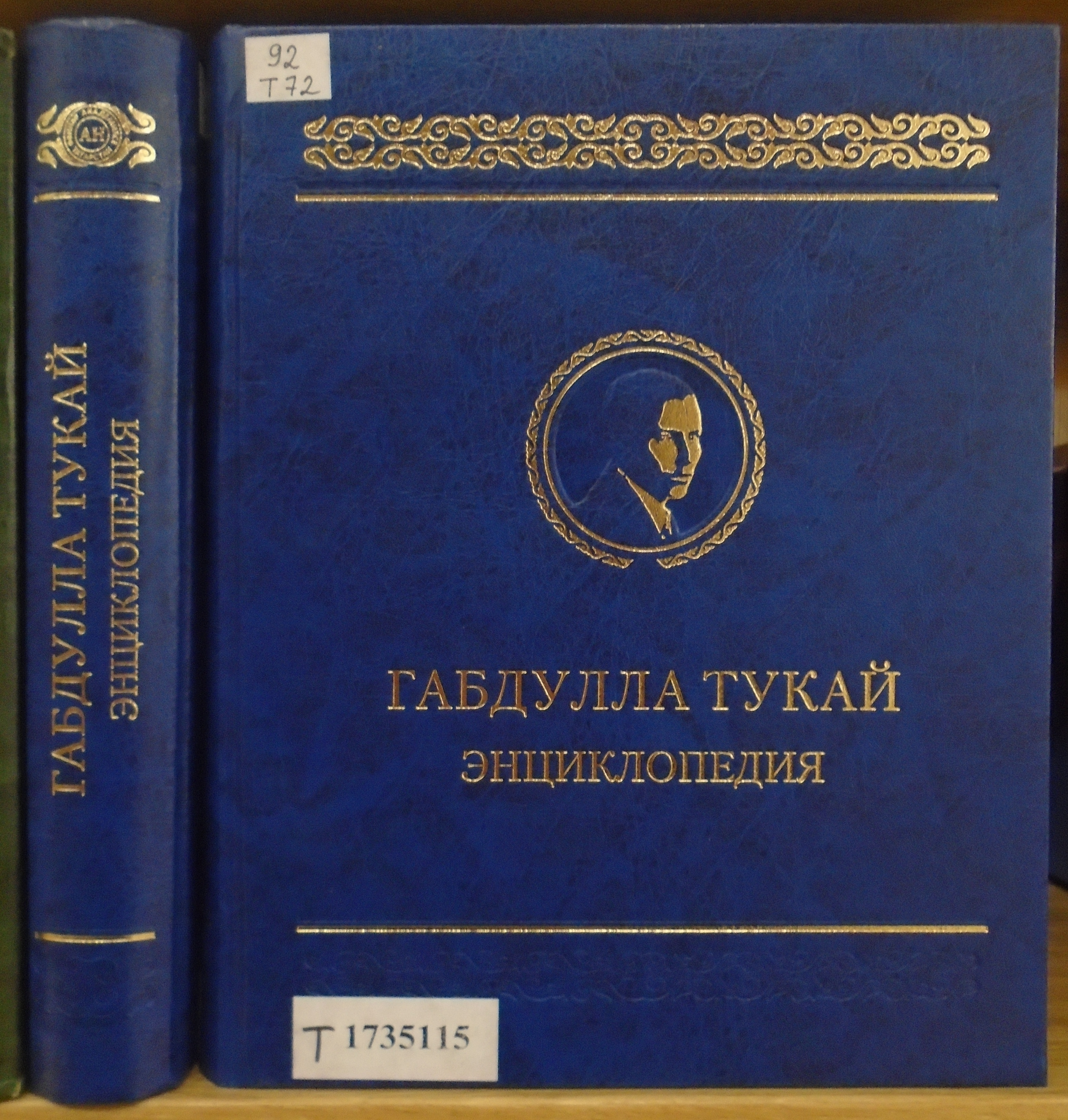
Энциклопедия Тукая

С 1996 года являлся руководителем творческой группы по подготовке в изданию энциклопедии «Габдулла Тукай», вышедшей в 2016 году и ставшей первым в татарском литературоведении энциклопедическим изданием, посвящённым одной личности. В том же году в свет вышло и академическое полное собрание сочинений Тукая (5 т.). Изучение творческого наследия Тукая занимает значительное место в работе Рамеева, он приложил немало усилий для атрибуции стихотворений поэта, занимался анализом взаимоотношений с современниками, составлением хроникальной эпопеи его творчества. Как за данную работу, так и в целом за научные исследования тукаевского творческого наследия, в 2021 году Рамеев выдвигался на соискание Государственной премии Республики Татарстан имени Габдуллы Тукая.
В ходе накопления материалов о жизни и творчестве татарских литераторов, работы над определением датировки произведений и рукописей, атрибуции личностей, наименований, географических названий и исторических событий, помимо теоретических и практико-фактологических вопросов, Рамеевым были изданы сборники и монографии «Татарская литература начала ХХ столетия: авторство, основной текст и вопросы хронологии» (2000), «Татарские литераторы, просветители (начало ХХ столетия)» (2006), «Вопросы текстологии татарской литературы (Средние века — начало ХХ столетия)» (2006), «Текстология татарской литературы начала XX века» (2008), «Записки литературоведа-текстолога» (2014). Не потеряв связи с родным краем, также он уделяет внимание краеведению и выпустил такие книги, как «Из истории села Уразлино (Старый Каратай)» (2004) и «Была война, пережила лихолетье и моя деревня…» (2005).

## Награды

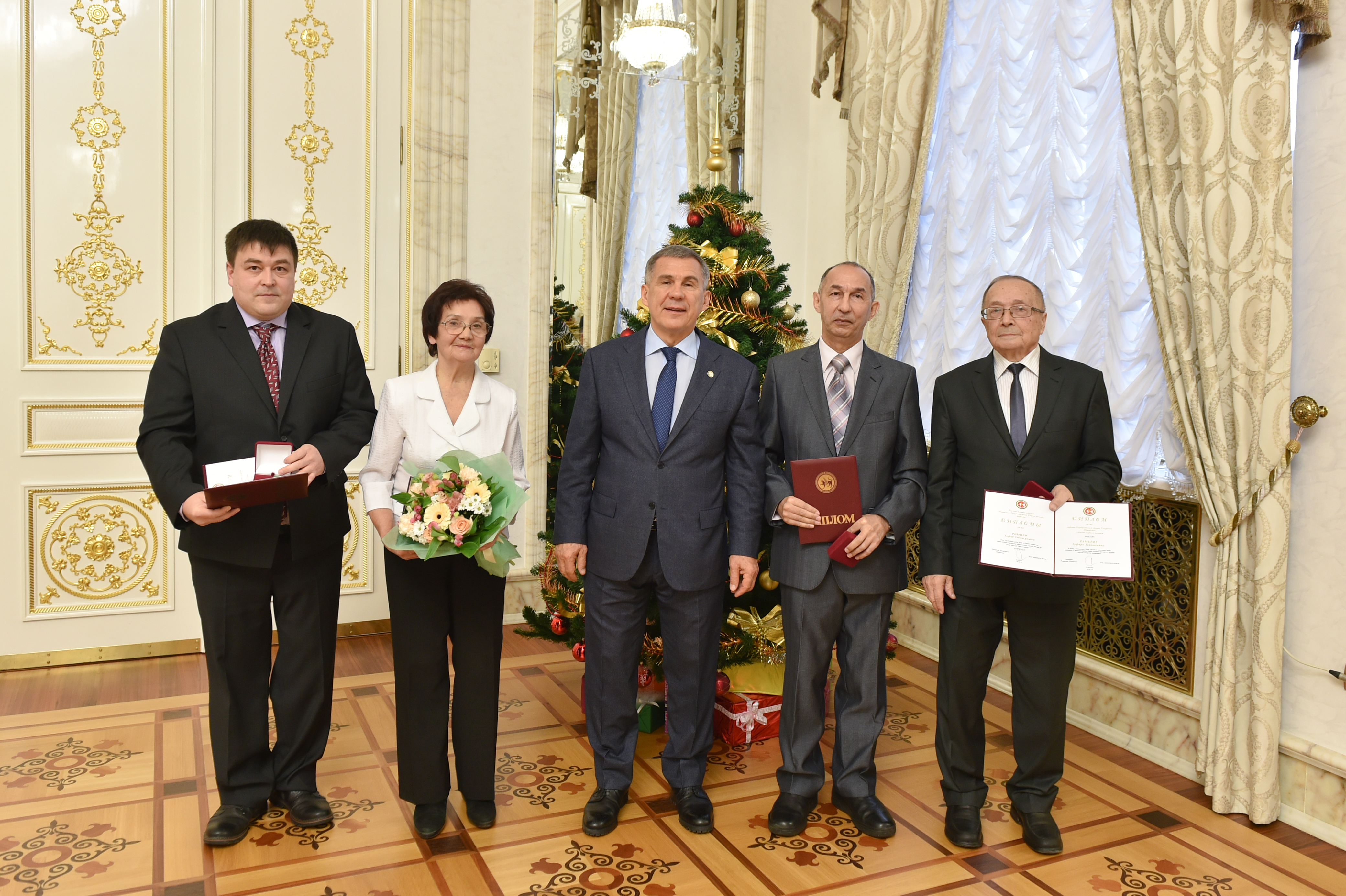
На вручении премии, 2016 год

- Государственная премия Республики Татарстан в области науки и техники (2016 год) — за работу «„Сочинения“ Гаяза Исхаки в пятнадцати томах: возвращение и введение в научный оборот историко-культурного наследия классика татарской литературы»[22].
- Почётное звание «Заслуженный деятель науки Республики Татарстан[тат.]» (2009 год) — за многолетнюю плодотворную научно-педагогическую деятельность, подготовку высококвалифицированных специалистов[23].
- Почётное звание «Заслуженный работник культуры Республики Татарстан[тат.]» (1998 год)[1].
- Медали[8]..

## Личная жизнь
Жена — Резеда Ганиева (1932—2020), литературовед, доктор филологических наук, профессор. Поженились в 1968 году, воспитали двоих детей — сына Булата (р. 1969, преподаватель университета, живёт в Турции) и дочь Халиду (1970—2006, погибла в автокатастрофе).